# بيك بوتا
بيك بوتا (بالإنجليزية: Pik Botha)‏ (و. 1932 – 2018 م) هو سياسي، ودبلوماسي، ومحامي جنوب أفريقي، ولد في روستنبرغ، كان عضوًا في المؤتمر الوطني الأفريقي (منذ 2000)، وكان عضوًا في الحزب الوطني (حتى 1996)، توفي في بريتوريا، عن عمر يناهز 86 عاماً.

## مناصب
تولى منصب وزير العلاقات الدولية والتعاون الدولي ‏ (27 أبريل 1977–10 مايو 1994)
- عضو الجمعية الوطنية لجنوب أفريقيا (1977–1994)
- سفير جنوب إفريقيا لدى الولايات المتحدة [الإنجليزية]‏ (30 يوليو 1975–11 مايو 1977)
- عضو الجمعية الوطنية لجنوب أفريقيا (22 أبريل 1970–1974)

.

## التعليم
تعلم في جامعة بريتوريا
.

## روابط خارجية
- بيك بوتا على موقع مونزينجر (الألمانية)